# Yulieski Gurriel
Yuliesky Gourriel Castillo (né le 9 juin 1984 à Sancti Spíritus, Cuba), communément orthographié Yulieski Gurriel et abrégé en Yuli Gurriel, est un joueur de premier but des Braves d'Atlanta de la Ligue majeure de baseball.

## Biographie
Yulieski Gurriel est issu d'une famille faisant partie de la « royauté » du baseball cubain. Son père Lourdes Gourriel est un ancien médaillé d'or des Jeux olympiques de Barcelone 1992 et joueur étoile du Sancti Spíritus qui a frappé 2 026 coups sûrs et maintenu une moyenne au bâton de ,323 durant sa glorieuse carrière de joueur. Il entraîne par la suite l'équipe nationale, dont Yulieski et son frère Yunieski (un joueur de champ extérieur) font partie. Les oncles et un cousin de Yulieski sont aussi joueurs de baseball renommés à Cuba. 

### Défection de Cuba
Le statut de la famille Gurriel à Cuba laisse penser qu'ils bénéficient d'un traitement privilégié dans le pays et sont moins à risque de faire défection du régime communiste pour poursuivre une carrière aux États-Unis,. Néanmoins Yulieski Gurriel et son jeune frère Lourdes Gurriel Jr. font défection de Cuba le 8 février 2016. Ils faussent compagnie à leurs compatriotes en quittant tôt le matin l'hôtel dans lequel séjournent les Cubains qui participent à la Série des Caraïbes à Saint-Domingue en République dominicaine.

## Carrière

### Cuba

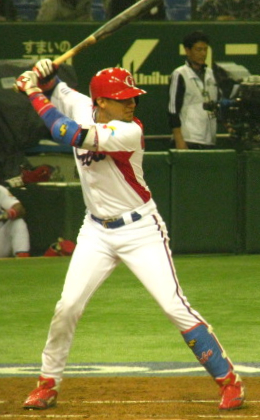
Yulieski Gurriel avec l'équipe nationale de Cuba durant la Classique mondiale de baseball 2013.

Yulieski Gurriel évolue dans la Serie Nacional de Béisbol à Cuba pour Sancti Spíritus de 2001 à 2012 et Industriales 2013 à 2015.
Il est nommé meilleur joueur du championnat en 2005 et 2006, alors qu'il est âgé de 20 et 21 ans, respectivement.
En 15 saisons à Cuba comme joueur de troisième but, il compile 1 512 coups sûrs dont 239 circuits, 286 doubles, 988 points produits et 118 buts volés. Sa moyenne au bâton s'élève à ,337 et sa moyenne de puissance à ,582.

### Internationale
Yulieski Gurriel fait partie de l'équipe nationale cubaine qui remportent les éditions 2003 et 2005 de la Coupe du monde de baseball. Il frappe 8 circuits en 11 matchs lors de l'édition 2005 de la compétition.
Avec l'équipe de Cuba, Gurriel remporte la médaille d'or en Baseball aux Jeux olympiques d'été de 2004 et la médaille d'argent aux Jeux olympiques de 2008. Dans le match final des Jeux de Beijing 2008, il frappe dans le double jeu qui met fin au match et donne l'or à la Corée du Sud avec une victoire de 3-2 sur Cuba.
Il fait partie des sélections cubaines qui remportent la médaille d'or en baseball aux Jeux panaméricains de 2003 et 2007.
Il participe trois fois à la Classique mondiale de baseball. Il joue au deuxième but à la Classique mondiale de baseball 2006 mais retrouve sa position habituelle au troisième but lors des Classiques mondiales de 2009 et 2013. Il réussit 5 circuits, frappe pour ,293 de moyenne au bâton et conserve une moyenne de puissance de ,537 en 20 matchs joués au total lors de ces trois Classiques mondiales.

### Japon

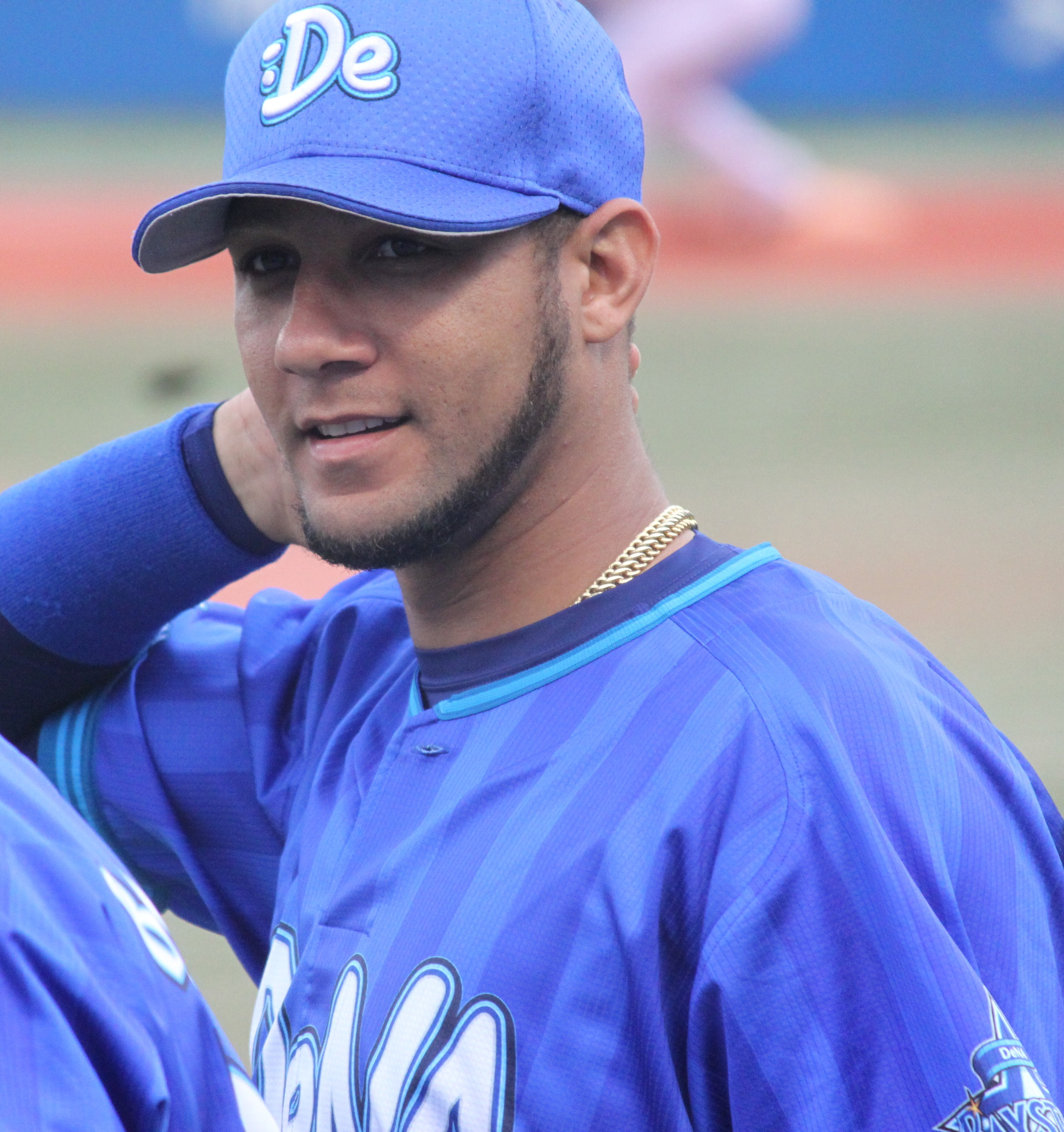
Yulieski Gurriel en 2014 avec le club japonais de Yokohama.

Yulieski Gurriel est le 3e joueur de baseball cubain à obtenir la permission du gouvernement communiste de rejoindre une équipe à l'étranger : le 12 mai 2014, l'athlète âgé de 30 ans signe un contrat d'une saison avec les Yokohama DeNA BayStars de la Ligue centrale du Japon. 
En 62 matchs pour Yokohama en 2014 avant de retourner à Cuba, Gurriel frappe 73 coups sûrs, dont 43 de plus d'un but. Il réussit 22 doubles et 11 circuits, sa moyenne au bâton s'élève à ,305 et sa moyenne de puissance à ,536.

### Ligue majeure de baseball
Le 13 juin 2016, quatre mois après avoir fait défection de Cuba avec son frère cadet, Yulieski Gurriel obtient le statut d'agent libre et peut signer un contrat avec un club de la Ligue majeure de baseball nord-américaine. Il suscite l'attention des Dodgers de Los Angeles, des Giants de San Francisco, des Mets de New York, des Padres de San Diego et des Yankees de New York. Le 16 juillet 2016, Gurriel signe un contrat de 5 saisons pour 47,5 millions de dollars US avec les Astros de Houston. Son frère Lourdes signe quant à lui en novembre 2016 un contrat de 7 ans avec les Blue Jays de Toronto.
Il joue 15 matchs dans les ligues mineures avec 4 clubs affiliés aux Astros avant de rapidement faire ses débuts dans la MLB avec Houston le 21 août 2016. Frappeur désigné pour ce premier match, le joueur de 32 ans réussit dès son premier passage au bâton son premier coup sûr, un simple aux dépens de Yovani Gallardo des Orioles de Baltimore. Le 7 septembre suivant, il réussit à Cleveland contre le lanceur étoile Andrew Miller des Indians son premier coup de circuit dans les majeures.
Gurriel frappe 3 circuits et 34 coups sûrs et récolte 15 points produits en 36 matchs joués pour les Astros en fin de saison 2016. Il maintient une moyenne au bâton de ,262 et évolue à sa position de joueur de troisième but. 
Gurriel joue sa saison recrue en 2017 avec les Astros comme joueur de premier but. Il est nommé recrue du mois de juillet 2017 dans la Ligue américaine après un mois de 5 circuits et 20 points produits en 22 matchs, durant lesquels il maintient une moyenne au bâton de ,304.
Lors du match de Série mondiale du 27 octobre 2017, où Gurriel frappe un circuit aux dépens du lanceur japonais Yu Darvish, Gurriel est aperçu dans l'abri des joueurs, étirant les côtés de ses yeux avec ses doigts et prononçant le mot « chinito » – un terme péjoratif espagnol qui signifie « petit Chinois » ; l'incident raciste entraîne la réplique dès le lendemain de la Ligue majeure, qui impose à Gurriel une suspension de 5 matchs au début de la saison 2018.